# Rehlingen-Siersburg
Pour les articles homonymes, voir Rehlingen (homonymie).
Rehlingen-Siersburg (en français : Réhling-Sierbourg) est une commune en Sarre.

## Géographie

### Quartiers
L’ensemble des quartiers de Rehlingen-Siersburg, le nom de l’ancienne commune de la Moselle est donné entre parenthèses :
- Biringen (Biring)
- Eimersdorf (Emerstroff)
- Fremersdorf
- Fürweiler
- Gerlfangen (Guerlefang)
- Hemmersdorf, crée à partir des anciennes localités de Groß-Hemmersdorf (Gros-Hemestroff) et Kerprich-Hemmersdorf (Kerprich-Hemestroff)
- Niedaltdorf (Nidaltroff)
- Oberesch
- Rehlingen (Reling)
- Siersburg, crée à partir des anciennes localités de Büren, Itzbach et Siersdorf (Siestroff).

## Administration
- 1974–1984 : Ewald Bauer, (CDU)
- 1984–1991 : Werner Raber, (SPD)
- 1991- : Martin Silvanus, (SPD)

## Personnalités liées à la ville
- Manfred Kelkel (1929-1999), compositeur né à Siersburg.

## Jumelages
- Bouzonville (France)

## Lieux et monuments
- Château de Siersburg ;
- Château d'Itzbach, qui a été construit au milieu du XVIIIe siècle par la famille Forget de Barst[1],[2] ;
- Château de Kerprich-Hemmersdorf, également bâti par la famille Forget de Barst[3].Château d'Itzbach.

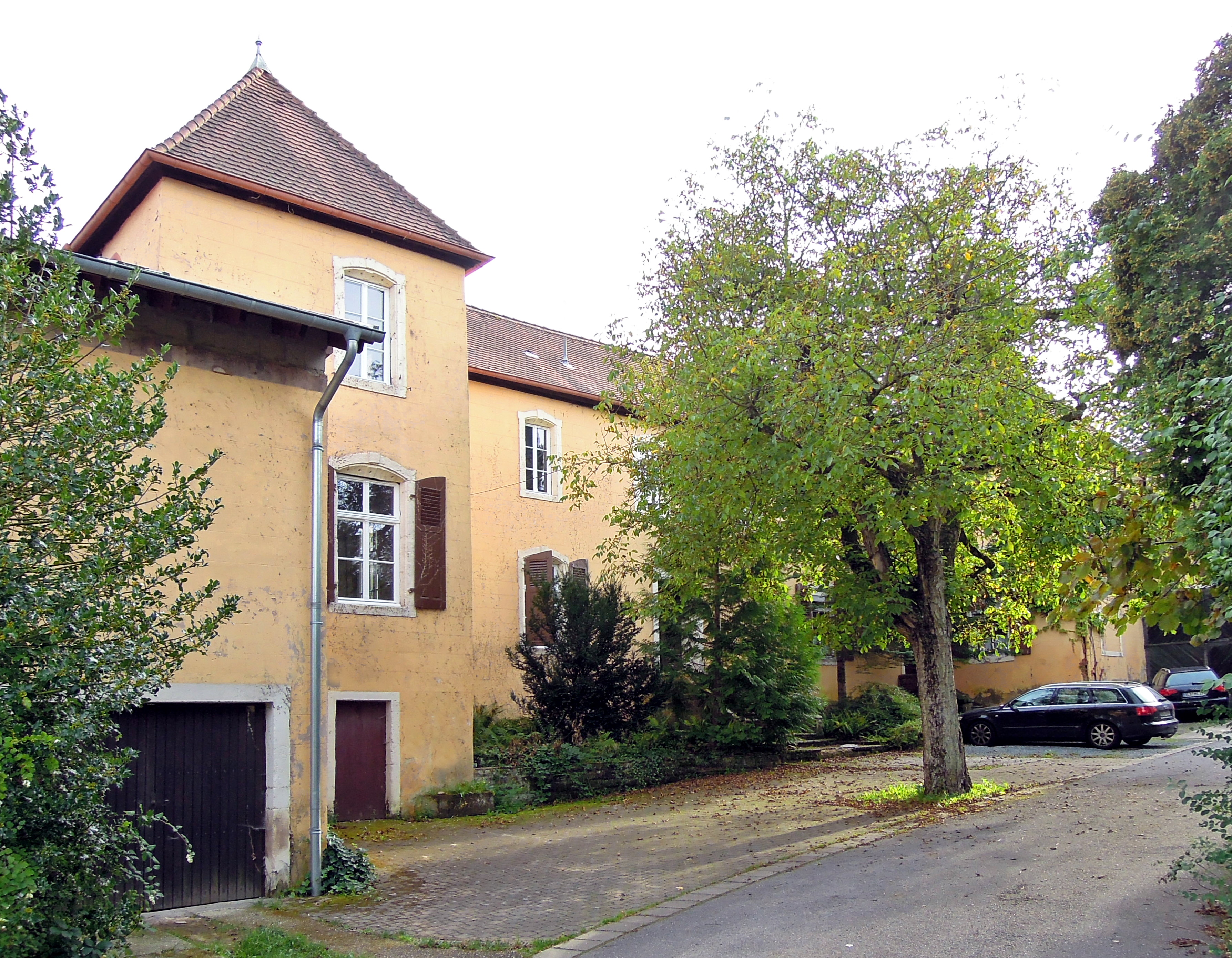
Château d'Itzbach.